# Mogneville
Mogneville ist eine französische Gemeinde mit 1.495 Einwohnern (Stand: 1. Januar 2022) im Département Oise in der Region Hauts-de-France. Sie gehört zum Arrondissement Clermont, zum Kanton Nogent-sur-Oise und zum Gemeindeverband Liancourtois. Die Einwohner werden Mognevillois genannt.

## Lage
Die Gemeinde Mogneville liegt an der Brèche, kurz vor deren Mündung in die Oise, sechs Kilometer nördlich von Creil.

### Nachbargemeinden
|         | Liancourt                                   | Verderonne        |
| Cauffry | Kompassrose, die auf Nachbargemeinden zeigt | Angicourt         |
|         | Monchy-Saint-Éloi                           | Monchy-Saint-Éloi |

## Bevölkerungsentwicklung
| Jahr                       | 1962 | 1968 | 1975 | 1982 | 1990 | 1999 | 2006 | 2012 | 2021 |
| Einwohner                  | 601  | 629  | 721  | 803  | 1203 | 1373 | 1425 | 1514 | 1490 |
| Quellen: Cassini und INSEE |      |      |      |      |      |      |      |      |      |

## Sehenswürdigkeiten
- Kirche Saint-Denis, Anfang des 12. Jahrhunderts erbaut, seit 1862 Monument historique
- Brunnen Saint-Denis
- früheres Rathaus mit Schule

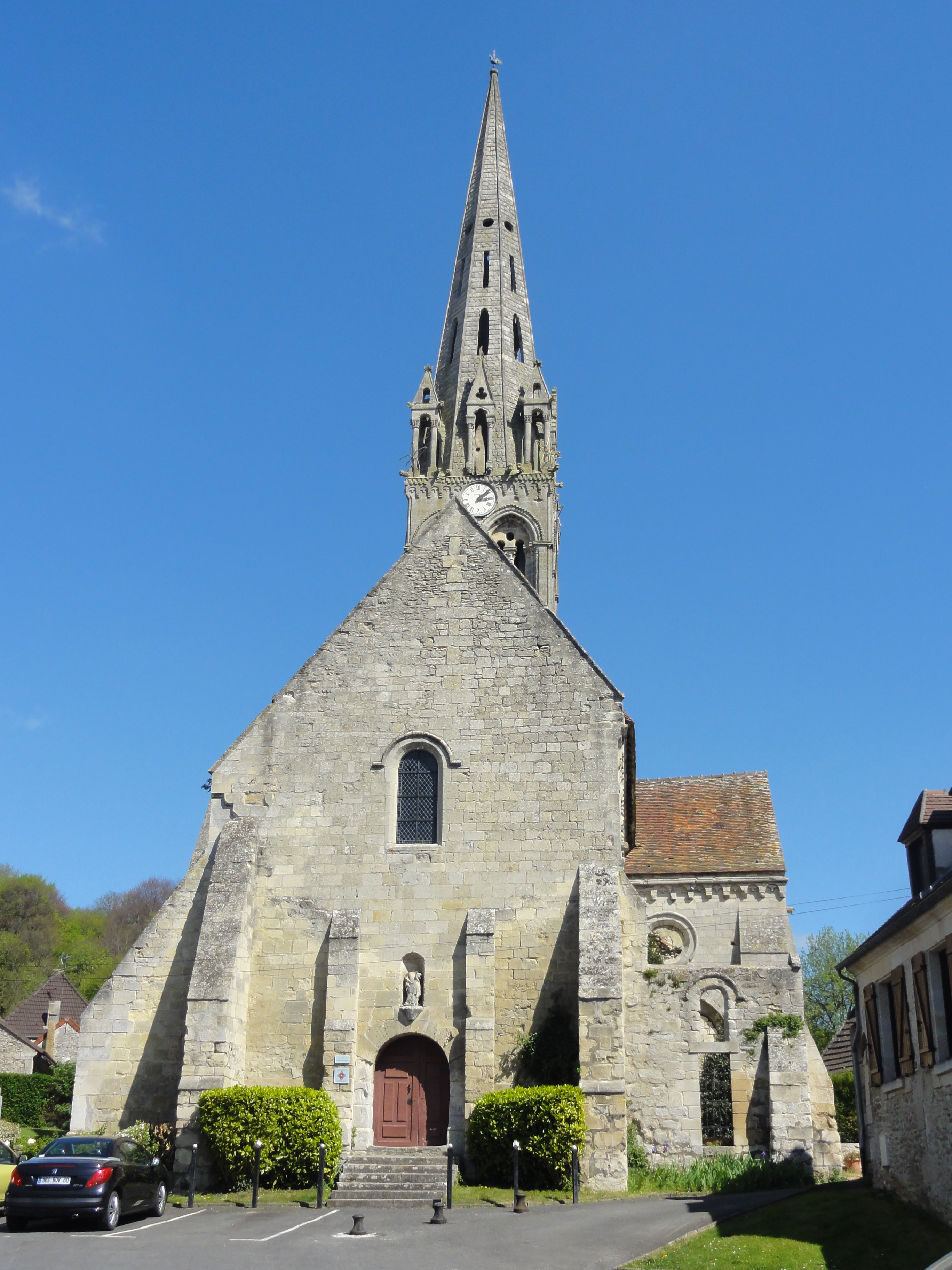
Kirche Saint-Denis
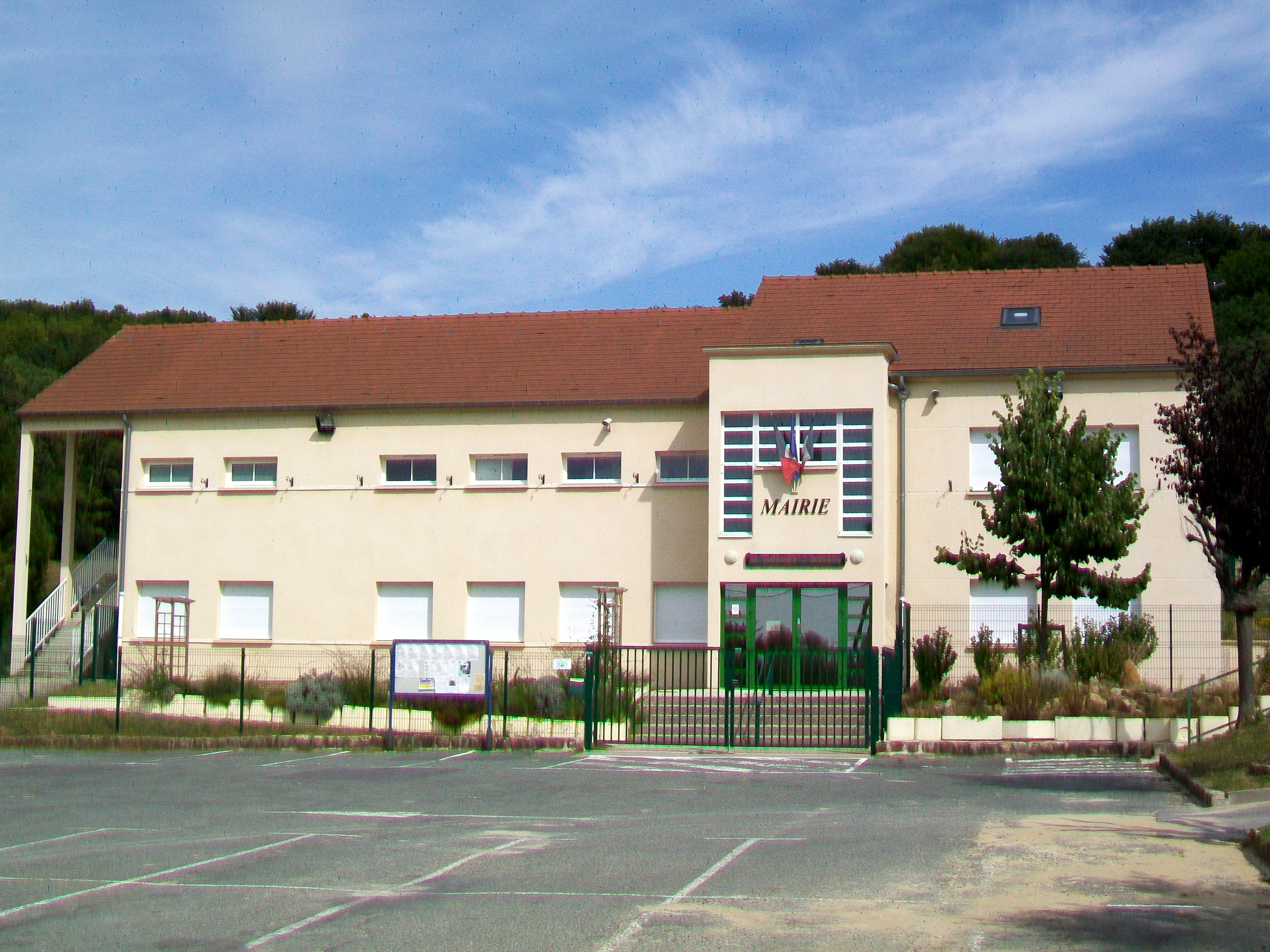
Mairie Mogneville
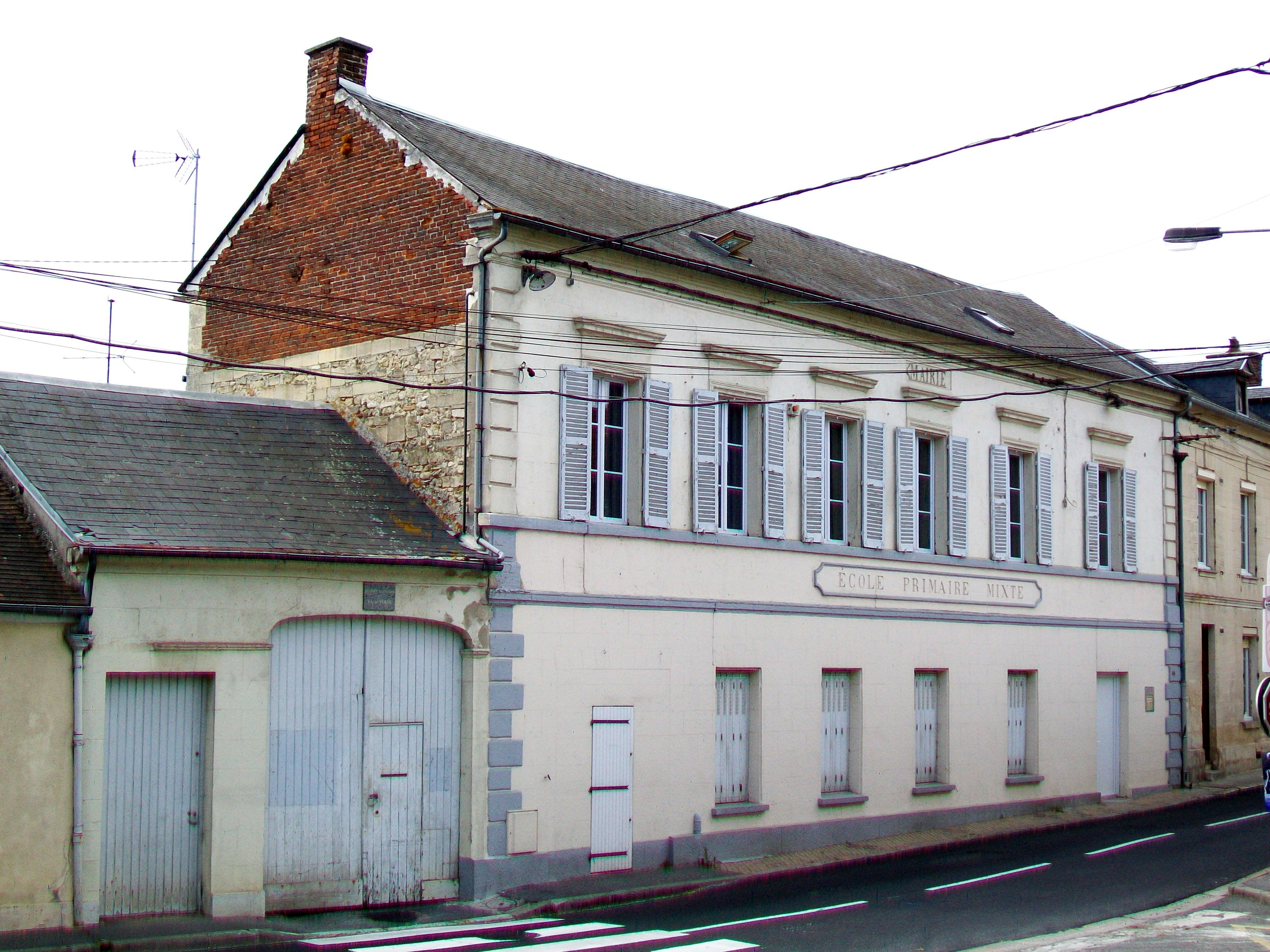
Ehemaliges Rathaus mit Schule
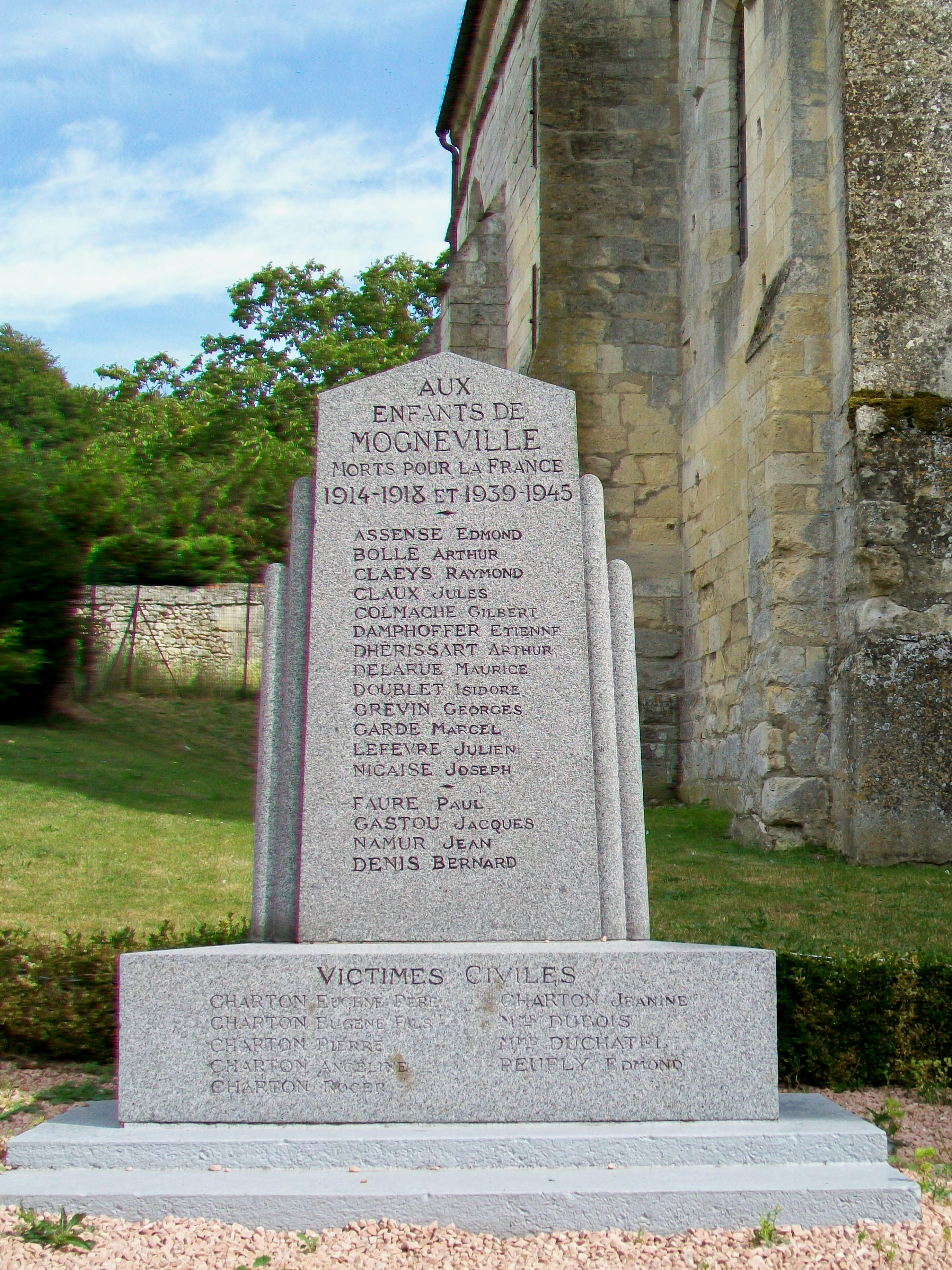
Gefallenendenkmal